# Périclase
La périclase est une espèce minérale de formule MgO avec des traces de fer. Elle est la résultante tardive qui est produite naturellement dans les roches métamorphiques par des réactions secondaires.
C'est la forme cubique de l'oxyde de magnésium. La périclase est habituellement trouvée dans des marbres et est incolore lorsqu'elle est pure.

## Historique de la description et appellations

### Inventeur et étymologie
Elle est décrite par le minéralogiste italien Scacchi en 1840 qui lui donne son nom, du grec περί / perí, « autour », et κλάσις / klásis, « action de briser, de rompre », en référence à son clivage parfait.

### Topotype
Le gisement topotype se trouve au Mont Somma dans le complexe volcanique Somma-Vésuve, à Naples, Campanie en Italie.

### Synonymie
- Magnésie :  autrefois appelé magnésie car utilisé à l'origine dans la région de Magnesia dans l'ancienne Anatolie. Mais les pierres de cette région contenaient aussi bien de l'oxyde de magnésium, du carbonate de magnésium hydraté que de l'oxyde de fer (telle la magnétite). C'est ainsi que ces pierres vendues sous le label « Pierres de Magnesia » avec leurs étranges propriétés magnétiques ont amené aux termes anglais magnet (aimant en français) et magnétisme.
- Périclasie
- Périclasite

## Caractéristiques physico-chimiques

### Critères de détermination
Légèrement soluble dans l'eau quand elle est sous forme poudreuse, cela donne une réaction alcaline.

### Variétés
- Ferropériclase : variété de périclase riche en fer de formule idéale (Mg,Fe)O. Elle est connue au Mont Somma en Italie, mais aussi au Canada, Lesotho, Afrique du Sud et Zimbabwe[7].
- Lavernite : terme servant à designer la périclase artificielle en joailerie[8].

### Cristallochimie
Elle sert de chef de file à un groupe d'oxydes isostructurels (Fm3m) qui porte son nom :
Groupe de la périclase :
- Bunsénite NiO,
- Hongquiite TiO,
- Manganosite MnO,
- Montéponite CdO,
- Chaux CaO,
- Périclase MgO,
- Wustite FeO.

### Cristallographie

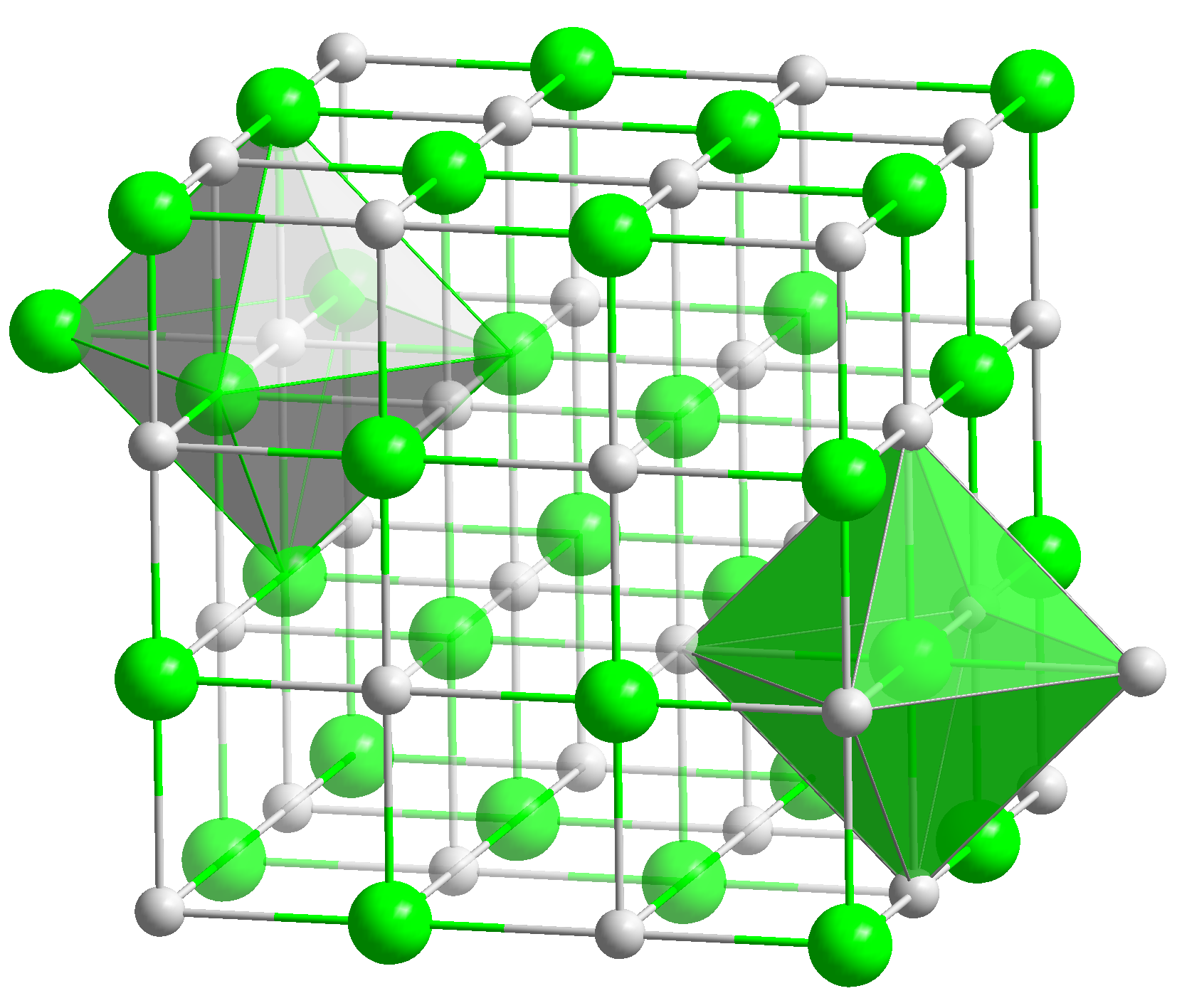
Structure cristalline de la périclase.

- Paramètres de la maille conventionnelle : {\displaystyle a} = 4,203 Å, Z = 4;
- Volume de la maille : 74,62 Å3
- Masse volumique calculée : 3,61 g/cm3

## Gîtes et gisements

### Gîtologie et minéraux associés
GîtologieProduit du métamorphisme de haute température (métamorphisme de contact notamment) de minéraux carbonatés magnésiens (tels que la dolomite et la magnésite), elle se forme par décarbonatation :
MgCO3 = MgO + CO2.
On la trouve ainsi dans certains marbres, et en association avec des roches basiques (péridotite, serpentinite).
Si les marbres sont exposés aux intempéries, la périclase s'altère facilement en brucite ou en hydromagnésite.
Les coloris brunâtre et noir de la périclase sont dus à la présence de fer.
Minéraux associésbrucite, chondrodite, dolomite, forstérite, hydromagnésite, magnésite, magnétite, les spinelles.

## Exploitation des gisements
UtilisationsLa périclase est le matériau principal des briques réfractaires.
Parfois utilisée comme pierre fine même si elle est trop tendret. Ce minéral se ternit à l'humidité, il est donc délicat à utiliser, et reste sous cette forme une gemme de collection.

### Gisements producteurs de spécimens remarquables
- Allemagne

Basse-Saxe
Rhénanie
Thuringe
- Autriche

Burgenland
Styrie
- Canada

Nord-Ouest
Ontario
Québec
- Chine

Tibet
- États-Unis

Arizona
Californie
Colorado
Kentucky
Nevada
Nouveau-Mexique
New York
Texas
Utah
- France

Languedoc-Roussillon
- Grande-Bretagne

Écosse, Highlands
- Hongrie

Fejér Co.
Heves Co.
- Israël, Négev
- Italie

Campanie
Latium
Lombardie
Piémont
Sardaigne
Trentin
- Japon, île de Honshu
- Lesotho, district de Mokhotlong
- Norvège, Télémark
- Ouganda, District de Kabarole
- Pologne

Petite-Pologne
Sous-Silésie
- Russie

Est Sibérie
nord du Caucase
Oural
- Slovaquie

Région de banská Bystrica
- Afrique du Sud, provine du Limpopo
- Suède

Dalarna
Medelpad
Uppland
Värmland
- Turquie

Anatolie
- Venezuela

Bolivar
- Zimbabwe

Marabeleland Sud